# 4763 Ride
A 4763 Ride (ideiglenes jelöléssel 1983 BM) a Naprendszer kisbolygóövében található aszteroida. Edward L. G. Bowell fedezte fel 1983. január 22-én.